# Vălcani
Vălcani (en hongrois : Valkány, en allemand : Walkan) est une commune du județ de Timiș en Roumanie.